# EGREM
EGREM (Empresa de Grabaciones y Ediciones Musicales; spanisch für Unternehmen für Aufnahmen und Musikverlag) ist ein 1964 im Zuge der Verstaatlichungen gegründetes kubanisches Plattenlabel mit Sitz in Havanna.
Die in der EGREM aufgegangenen Labels waren Panart (das erste in Kuba ansässige Label samt Pressfabrik, 1944 von Ramón Sabat gegründet), Gema, Fama, Corona und Duarte (alle 1957 gegründet).
Die EGREM betreibt mehrere Studios in Havanna und Santiago de Cuba. Das in Promo-Materialien gern hervorgehobene "EGREM-Studio" ist vom Gebäude her das alte, von der Panart gebaute Studio 101.
Bis zur Gründung von Panart wurden Aufnahmen kubanischer Musiker in New York, Mexiko oder auch kubanischen Radiostudios gemacht und von der RCA von New York City aus veröffentlicht – darüber konnten allerdings Monate vergehen. Der Standortvorteil der Panart schlug sich in seinen Aufnahmen der Filin-Bewegung (César Portillo de la Luz, Frank Domínguez, Omara Portuondo), des ersten Cha-cha-chá, der ersten Descargas oder der ersten folkloristischen Rumbas nieder. In den 1970er Jahren war die EGREM in ähnlicher Weise das erste Label, auf dem die Musik der Nueva Trova erschien.
Musiker wie Susana Baca, Dan Den, Issac Delgado und Leo Brouwer haben mit dem Plattenlabel Egrem Alben veröffentlicht.